# Tectaria marchionica
Tectaria marchionica är en ormbunkeart som beskrevs av E. Brown. Tectaria marchionica ingår i släktet Tectaria och familjen Tectariaceae. Inga underarter finns listade.